# Sant'Anna di Isola Capo Rizzuto rosso o rosato
Il Sant'Anna di Isola Capo Rizzuto rosso o rosato è un vino D.O.C. la cui produzione è consentita in tutto il territorio amministrativo comunale di Isola Capo Rizzuto e parte dei comuni di Crotone e di Cutro.

## Caratteristiche organolettiche
- colore: rosso, rosato più o meno chiaro.
- odore: vinoso, caratteristico, pastoso.
- sapore: asciutto, armonico, rotondo.